# ماري جو بوتني
ماري جو بوتني (بالإنجليزية: Mary Jo Putney)‏ (1946، نيويورك في الولايات المتحدة)؛ روائية أمريكية. درست في جامعة سيراكيوز.